# Tour de Lombardie 1916
La 12e édition de la course cycliste, le Tour de Lombardie a eu lieu le 5 novembre 1916 et a été remportée par l'Italien Leopoldo Torricelli. Du fait de la guerre, seuls les coureurs italiens ont participé à cette édition. Le vainqueur sortant Gaetano Belloni qui avait terminé initialement deuxième a été déclassé.

## Classement final
| \| 1. Leopoldo Torricelli \| Italie \| en \| 8 h 41 min 35 s \| \| 2. Camillo Bertarelli \| Italie \| à \| 58 s \| \| 3. Alfredo Sivocci \| Italie \| \| 5 min 22 s \| \| 4. Angelo Vay \| Italie \| \| 20 min 48 s \| \| 5. Arturo Ferrario \| Italie \| \| 53 min 00 s \| \| 6. Costante Costa \| Italie \| \| 53 min 00 s \| \| 7. Domenico Schierano \| Italie \| \| 53 min 00 s \| \| 8. Clemente Canepari \| Italie \| \| 1 h 02 min 50 s \| \| 9. Telesforo Benaglia \| Italie \| \| 1 h 07 min 25 s \| \| 10. Ruggero Ferrario \| Italie \| \| 1 h 09 min 35 s \| |        |    |                 |
| 1. Leopoldo Torricelli | Italie | en | 8 h 41 min 35 s |
| 2. Camillo Bertarelli | Italie | à  | 58 s            |
| 3. Alfredo Sivocci | Italie |    | 5 min 22 s      |
| 4. Angelo Vay | Italie |    | 20 min 48 s     |
| 5. Arturo Ferrario | Italie |    | 53 min 00 s     |
| 6. Costante Costa | Italie |    | 53 min 00 s     |
| 7. Domenico Schierano | Italie |    | 53 min 00 s     |
| 8. Clemente Canepari | Italie |    | 1 h 02 min 50 s |
| 9. Telesforo Benaglia | Italie |    | 1 h 07 min 25 s |
| 10. Ruggero Ferrario | Italie |    | 1 h 09 min 35 s |